# Plexaurella minuta
Plexaurella minuta är en korallart som beskrevs av Kunze 1916. Plexaurella minuta ingår i släktet Plexaurella och familjen Plexauridae. Inga underarter finns listade i Catalogue of Life.